# Croydon (Londres)
Croydon é uma localidade no borough de Croydon, na Região de Londres, na Inglaterra, a 15,1 km ao sul de Charing Cross. Sendo o principal assentamento londrino de Croydon, é um dos maiores distritos comerciais fora do centro da Região de Londres, com uma extensa área comercial e economia noturna.
Historicamente parte da hundred de Wallington no condado de Surrey, na época da conquista normanda da Inglaterra, Croydon tinha uma igreja, um moinho e cerca de 365 habitantes, conforme registrado no Domesday Book de 1086. Croydon expandiu-se na Idade Média como uma cidade de mercado e um centro de produção de carvão vegetal, curtimento de couro e fabricação de cerveja. O Surrey Iron Railway de Croydon para Wandsworth foi inaugurado em 1803 e foi a primeira ferrovia pública do mundo. Mais tarde, a construção da ferrovia do século XIX facilitou o crescimento de Croydon como uma cidade dormitório para Londres. No início do século XX, Croydon era uma importante área industrial, conhecida pela fabricação de automóveis, metalurgia e pelo aeroporto de Croydon. Em meados do século XX, esses setores foram substituídos pelo varejo e pela economia de serviços, provocada pelo enorme redesenvolvimento que viu o surgimento de escritórios e o Whitgift Center, o maior centro comercial da Grande Londres até 2008. Croydon foi fundida na Grande Londres em 1965.

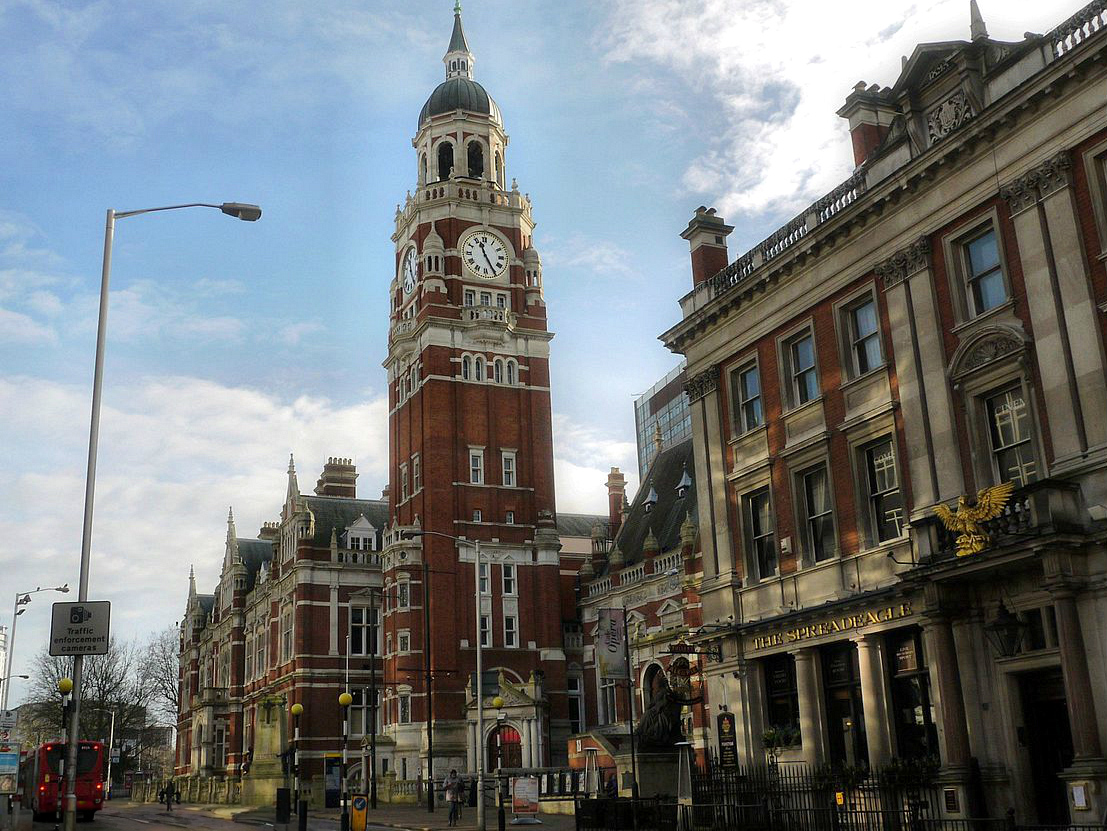
O Old Town Hall é a Torre de relógio na rua Katharine.

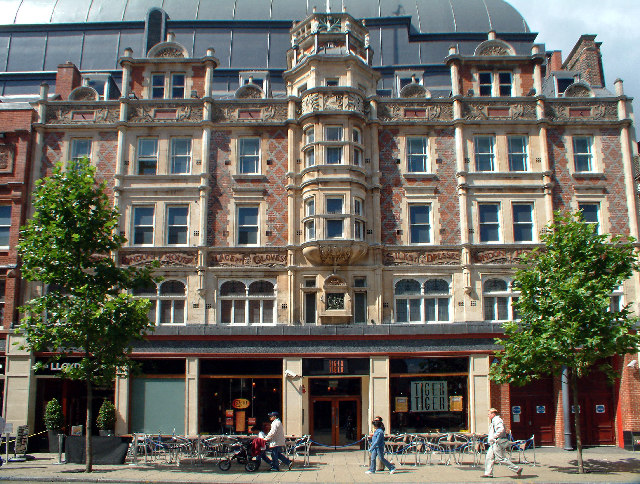
O Grants Building, na rua High.

Croydon fica em um corredor de transporte entre o centro de Londres e a costa sul da Inglaterra, ao norte de duas altas aberturas em North Downs, uma tomada pela rota Brighton A23 através de Purley e Merstham e a principal linha férrea e a outra pela A22 de Purley para a M25 Godstone. O tráfego rodoviário é desviado de um centro da cidade em grande parte para pedestres, consistindo principalmente em North End. East Croydon é um importante centro do sistema nacional de transporte ferroviário, com frequentes serviços rápidos para o centro de Londres, Brighton e a costa sul. A cidade é única na Grande Londres por seu sistema de transporte ferroviário leve, chamado Tramlink.